# Domenico Sorrentino

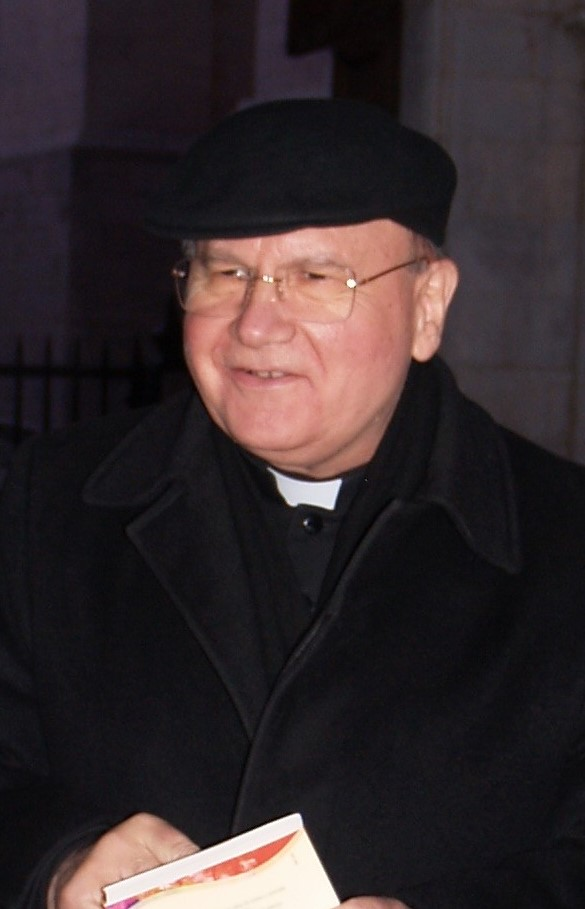
Erzbischof Domenico Sorrentino

Erzbischofswappen von Domenico Sorrentino

Domenico Sorrentino (* 16. Mai 1948 in Boscoreale, Metropolitanstadt Neapel, Italien) ist ein italienischer Geistlicher und römisch-katholischer Bischof von Assisi-Nocera Umbra-Gualdo Tadino und Foligno.

## Leben
Domenico Sorrentino studierte unter anderem am Almo Collegio Capranica in Rom und empfing am 24. Juni 1972 die Priesterweihe für das Bistum Nola. Er war in den ersten Jahren danach Assistent der Arbeiterbewegung der lokalen Katholischen Aktion und war von 1975 bis 1985 Religionslehrer am bischöflichen Gymnasium von Nola. Ebenfalls 1975 gründete Sorrentino im Priesterseminar die Bibliothek San Paolino, deren Leitung er bis 2001 innehatte. 1992 trat er in den Dienst der Römischen Kurie und arbeitete bis zu seiner Ernennung zum Bischof in der Ersten Sektion des Staatssekretariats des Heiligen Stuhls.
Papst Johannes Paul II. ernannte ihn am 17. Februar 2001 zum Prälaten von Pompei mit dem persönlichen Titel eines Erzbischofs. Als Wahlspruch wählte er Abba Pater. Der Papst persönlich spendete ihm am 19. März desselben Jahres die Bischofsweihe; Mitkonsekratoren waren Kardinalstaatssekretär Angelo Sodano und Giovanni Battista Re, Substitut des Staatssekretariates.
Am 2. August 2003 wurde er von Johannes Paul II. zum Sekretär der Kongregation für den Gottesdienst und die Sakramentenordnung ernannt und somit an die Kurie zurückgeholt. Papst Benedikt XVI. ernannte ihn am 19. November 2005 zum Bischof von Assisi-Nocera Umbra-Gualdo Tadino unter Beibehaltung des persönlichen Titels eines Erzbischofs. In Assisi konnte Bischof Sorrentino Benedikt XVI. zwei Mal als Gastgeber empfangen, unter anderem beim Papstbesuch anlässlich des 25-jährigen Jubiläums des ersten Weltgebetstreffens im Oktober 2011.
Am 28. Oktober 2016 ernannte ihn Papst Franziskus zum Mitglied der Kongregation für den Gottesdienst und die Sakramentenordnung. In der Italienischen Bischofskonferenz ist Sorrentino Mitglied der Kommission für Liturgie.
Am 26. Juni 2021 ernannte ihn Papst Franziskus zusätzlich zum Bischof von Foligno unter gleichzeitiger Vereinigung der Bistümer Foligno und Assisi-Nocera Umbra-Gualdo Tadino in persona episcopi. Die Amtseinführung im Bistum Foligno fand am 28. August desselben Jahres statt.